# Автономные баптисты
Автономные баптисты — баптистские церкви, вышедшие из Совета церквей ЕХБ (иначе называемых отделёнными баптистами) в 1970-80-х гг. и зарегистрировавшиеся на автономных началах, не входя во ВСЕХБ. С начала 1990-х годов это понятие расширилось за счёт новых общин, появившихся в результате миссионерской деятельности и не вступивших в централизованные объединения.